# Bonsound
Bonsound est une compagnie de musique basée à Montréal au Canada. Bonsound est  une maison de gérance d'artistes, une maison de disques, une agence et un producteur de spectacles ainsi qu'une agence de promotion et de relations de presse. Bonsound opère également deux filiales: Bonsound Concerts, un promoteur d'événements présentant des artistes de Montréal et d'ailleurs; et Bonsound Promo, une agence qui fait la promotion de projets spéciaux et d'artistes qui ne sont pas représentés par Bonsound.

## Histoire
Fondée en 2004 par Gourmet Délice, Jean-Christian Aubry, Yanick Masse et Pierre B. Gourde (qui a quitté à la fin 2005)[réf. souhaitée]. Bonsound a gagné le prix pour "Maison de gérance de l'année" au Gala de l'industrie de l'ADISQ en 2008, 2013 et 2014. Bonsound a aussi gagné les prix Félix pour Producteur de spectacles de l'année et Équipe promo Web en 2014, ainsi que Maison de disque de l'année et Équipe promo web en 2021.

## Artistes représentés

### Gérance
- Dead Obies
- DJ Champion
- Laurence-Anne
- Lisa LeBlanc
- Les Louanges
- Les Breastfeeders
- P'tit Belliveau
- Philippe B
- Safia Nolin

### Maison de disque
- BEYRIES
- Christian Sean
- Claudia Bouvette
- Corridor
- Dead Obies
- DJ Champion
- Duchess Says
- Elisapie
- Flying Hórses
- Franky Fade
- Jonathan Personne
- Laurence-Anne
- Les Deuxluxes
- Les Louanges
- Lisa LeBlanc
- Les Breastfeeders
- LUMIÈRE
- Magi Merlin
- Marie Davidson
- Mark Clennon
- Milk & Bone
- Misc
- Paul Jacobs
- Philippe B
- Pierre Lapointe
- P'tit Belliveau
- Safia Nolin
- Sophia Bel

### Spectacles
- Ala.Ni
- BEYRIES
- Bigflo & Oli
- Blick Bassy
- Coral Egan
- Daniel Bélanger
- Dany Placard
- Dead Obies
- Diane Tell
- DJ Champion
- Eleni Mandell
- Elisapie
- Emilie Kahn
- Flore Laurentienne
- Franky Fade
- Geoffroy
- Gus Englehorn
- Ingrid St-Pierre
- It It Anita
- Jacques Michel
- Jake Clemons
- Jean-Michel Blais
- Jesse Mac Cormack
- Joe Rocca
- Julie Doiron
- Julie Doiron & Dany Placard
- Julien Fillion
- Laurence-Anne
- Les Breastfeeders
- Les Hay Babies
- Les Louanges
- Lesser Evil
- Lisa LeBlanc
- LUMIÈRE
- Lysistrata
- Make-Overs
- María José Llergo
- Marie-Pierre Arthur
- Mélissa Laveaux
- Milk & Bone
- Moriarty
- Motherhood
- mouse on the keys
- Nive and the Deer Children
- Paul Jacobs
- Peter Peter
- Philippe B
- Pierre Kwenders
- Piers Faccini
- Plants and Animals
- Pomme
- P'tit Belliveau
- Random Recipe
- Safia Nolin
- Samito
- Sophia Bel
- Tanya Tagaq
- Témé Tan
- Yseult